# Dos del Maton
Dos del Maton è una fortificazione collocata presso la località di Borghetto sull'Adige, nel comune di Avio in provincia di Trento. Il luogo deve il suo nome alla presenza di numerosi mattoni pieni .
I ruderi castellani del Dos del Maton si inseriscono in un sistema difensivo, istituito probabilmente dai Castelbarco, composto da diversi avamposti strategici (come la Busa dei Preeri), con posizionamento su entrambi i lati del fiume Adige, al termine del quale spicca tuttora il Castello di Sabbionara.

## Storia
Il Codice Brandis, uno dei più importanti documenti illustrati relativi alle fortificazioni del XVIII secolo, che rappresenta schematicamente i confini del Principato vescovile di Trento presso Borghetto, la raffigura come una spelonca barricata da una struttura in muratura. Non è possibile affermare con certezza che si tratti di una grotta o di una torre, a causa dell'eccessiva schematizzazione del disegno stesso .
Il più probabile episodio bellico che portò alla distruzione della rocchetta risale al 1301, mentre la sua edificazione può risalire all'inizio del XIII secolo, una proposta avanzata in considerazione di tutti i materiali raccolti. Il presunto momento dell'abbattimento del castello è ottenibile, anch'esso, in relazione alla maggior parte dei materiali, tutti riferibili il XIV secolo. Se a questa fluttuante datazione aggiungiamo i 33 denari, coniati dalla città di Verona sotto il dominio di Federico II di Svevia (1218-1250), il termine cronologico più probabile va a collocarsi ai primi decenni del XIV secolo. A questa documentazione archeologica si aggiunge anche una lama di coltello del tipo “basilarda”, un manufatto che trova i principali confronti tipologici alla fine XIII e XV secolo, e che gli autori attribuiscono a fatti d'armi che coinvolsero i Castelbarco nel 1351 .
Nel 1301 Guglielmo di Castelbarco, il Grande, si trova in aperto contrasto con Alberto Della Scala che, una volta raggiunto il feudo castrobarcense, danneggia il castello di Sabbionara e distrugge il villaggio sottostante . Invece Riedmann ritiene che le ostilità iniziarono nel luglio 1301 tra il vescovo di Trento, il mantovano Filippo Bonacolsi (1289-1303) e i figli di Mainardo II del Tirolo. Il vescovo, con l'ausilio dei contingenti mantovani e veronesi, scacciò gli occupanti tirolesi di Riva e da numerosi castelli nei territori confinanti con l'Alto Garda. Sia le truppe di Guido Bonacolsi (nipote del vescovo), sia quelle di Alberto della Scala, ottennero successi; poco dopo, nel settembre 1301, Ala e Avio furono incendiate, come riportano gli Annales del giudice Ulberico de Romana, strettissimo collaboratore di Alberto della Scala . Oltre ai fatti d'arme del 1301 vi sono quelli tra il 1318 e il 1320 quando i veronesi spostarono i confini a Nord incorporando alla loro giurisdizione Ossenigo e Belluno, inclusi nell'investitura trentina di Guglielmo di Castelbarco del 1307, decretandone la sconfitta. Nel successivo scontro del 1350-1351, a fronte del tentativo di aggregazione a Belluno di Mama d'Avio, i Castelbarco s'imposero e i confini furono difesi validamente.
Gli avvenimenti bellici avvicendatisi sulla porzione settentrionale della Cima Rocca Pia sono presumibilmente raffigurati negli affreschi della Casa delle Guardie, nel Castello di Sabbionara d'Avio. Nella stanza della Parata dei Combattenti, sulla facciata Sud in basso a destra della finestrella, vi è un affresco staccato raffigurante un castello descritto come un mastio avvinto da cinta murata blasonata (leone di Castelbarco) alludente, forse, alla primitiva rocca di Avio. La raffigurazione castellana ha un'architettura molto compatta che trova notevoli analogie con il perimetro della rocchetta del Dos del Maton . La datazione del ciclo affrescato, a partire dall'osservazione dell'armamento dei fanti e dei cavalieri, è riconducibile agli anni tra il 1350 e il 1360  che potrebbe ricordare i fatti d'arme di cinquanta anni prima (1301) oppure quelli avvenuti tra il 1350 e il 1351.
Con la sua distruzione, il sito ha perso qualsiasi valenza strategico-militare. La consistente assenza di materiali riferibili ai secoli XV-XVII fa supporre l'abbandono del sito, con occasionale frequentazione per il taglio del bosco e per attività pastorali, prioritariamente allevamento di caprini  durante il XVIII- XIX secolo .

Le prime notizie delle rovine risalgono al 1929 quando il C.A.I. locale effettuava escursioni sui Lessini Trentini, e il diario, conservato presso l'archivio della Biblioteca Comunale di Rovereto, riporta:
La presenza di murature sopra i Coai è da sempre nota a gran parte della gente di Borghetto; Gorfer scrive, infatti:

## Descrizione
Il Dos del Maton è posizionato sulla riva sinistra dell'Adige nella Bassa Vallagarina, vicino al limite regionale con la provincia di Verona. Le rovine di questo elemento fortificato rendevano possibile il controllo, verso Est, della Val Rocca Pia, punto di passaggio tra i Lessini trentini e veronesi, mentre verso Ovest costituisce un punto di osservazione privilegiato sui transiti della porzione destra dell'Adige. Erano particolarmente ben sorvegliate tutte le vie di comunicazione fino al centro di Belluno Veronese a Sud-Ovest, così come tutta la zona verso Nord-Ovest, con controllo sull'approdo fluviale di Borghetto. L'alzato ricopriva una funzione strategico-militare di grande importanza in relazione al luogo di costruzione in cui è stato eretto. Purtroppo, non si dispongono di dati completi, a causa della penuria di fonti documentarie e archeologiche, per comprendere il reale motivo della sua erezione, ma probabilmente faceva parte di un sistema difensivo più esteso della famiglia Castelbarco .
Al dosso si accede risalendo per circa 300 metri la stretta Val Rocca Pia e seguendo poi un sentiero situato sulla destra di chi proviene dal fondovalle. Dalla biforcazione, il sentiero raggiunge i ruderi castellani del Dos del Maton. La piccola fortezza era stata addossata contro uno sperone roccioso, orientato a Nord-Nord Ovest che fa da testata allo spartiacque tra la Val Rocca Pia e la Valle dell'Adige. Le presenze umane sono: romane (sporadiche), bassomedioevali (notevoli), moderne (scarse) .

### Muraglione
Il muraglione, ovvero il brano murario più indicativo, si trova sul lato Sud-Ovest. La sua conservazione è stata determinato dal perfetto inserimento in una risega della falesia. L'elevato è stato realizzato con pietrame di media pezzatura, legato con abbondante solida malta di calce. Si tratta del paramento di un muro a “sacco” con la tessitura muraria eseguita in pietrame calcareo di ciottoli fluviali poco lavorati, recuperati presumibilmente sul greto del Rio Rocca Pia. L'elevato raggiunge un'altezza di m 7, 50 con l'inserimento di mattoni pieni, aventi lo scopo di regolare i filari in corsi il più possibile orizzontale. Lo spessore della muraglia è di cm 90 di cui cm 15-20 riguardano il paramento esterno, il restante “sacco” è costituito da scaglie calcari e frammenti di mattoni. La mancanza di buche pontali fa supporre che sia stato realizzato in un'unica fase costruttiva. Su tutto il perimetro della cortina murata come all'interno del recinto, non vi sono macerie. La totale mancanza di rovine fa pensare a due possibili ipotesi: lo spoglio sistematico dei ruderi, verosimilmente per recuperare i mattoni pieni che nella costruzione non mancavano o il fatto che la cortina era costruita in muratura e i rimanenti edifici in legno. All'interno del recinto forse esisteva un edificio principale, costruito con grosse travature lignee, che attraverso ballatoi e scale a pioli raggiungeva la parte alta del complesso fortificato .

### Cortina murata occidentale
Sul versante Ovest, a sei metri di distanza dal muraglione vi è la continuità dello stesso, con rimanenza delle sole fondazioni che misurano fuori terra poco meno di mezzo metro di altezza, formate da tre filari di grosse pietre, legate da resistentissima malta. La cortina seguiva la pendenza del terreno con un andamento obliquo da Sud a Nord-Ovest, diventando un unico muro con il versante Est per, poi, chiudersi contro la falesia. La cerchia muraria aveva probabile una forma poligonale irregolare adattandosi alle curve di livello, tipologia tipica dei castelli alpini. Altrettanto lacunosi sono gli indizi sui resti murari posti al di fuori del recinto (versante Sud-Est). La muratura sembra slegata dalla rimanente cortina, anche se il brandello è costruito con la stessa tecnica dello spezzone monumentale. Forse sosteneva la probabile mulattiera, o ampliava il sistema difensivo della rocchetta con un avamposto a guardia della sottostante Val Rocca Pia .